# Anton Abraham van Vloten
Anton Abraham van Vloten (Soerabaja, 28 juni 1884 – Den Haag, 20 november 1955) was een Nederlands bestuursambtenaar in Nederlands-Indië en resident van Indramajoe.
Van Vloten volgde aan de Universiteit Leiden de opleiding tot Indisch bestuursambtenaar en trad vanaf 1908 toe tot het het openbaar bestuur van Nederlands-Indië. Hij was werkzaam als controleur in de regio Malang. In 1916 keerde hij tijdelijk terug naar Nederland. Hij studeerde aan de Nederlands-Indische Bestuursacademie en werd opgeleid tot tolk Japans; voor die laatste opleiding verbleef hij ook een tijd in Japan. Van 1922 tot 1925 was hij controleur van de politie te Malang (Pasoeroean). Daarna was hij van 1925 tot 1928 assistent-resident te Bangkalan (Madoera), Tasikmalaja (Preanger), Menes (Bantam) en Probolinggo (Pasoeroean). Van 1928 tot 1931 was hij resident van Indramajoe (Cheribon). 
In oktober 1931 werd hij op eigen verzoek gepensioneerd en keerde voorgoed terug naar Nederland.